# Gerardo Soglia
Gerardo Soglia (Salerno, 12 gennaio 1971) è un imprenditore italiano.

## Biografia
Ha iniziato la sua attività imprenditoriale nel campo dell'immobiliare e dell'edilizia pubblica e privata seguendo le orme del padre Giuseppe, storico presidente della Salernitana dal 1986 al 1991.
Ha conseguito la laurea in economia aziendale presso la Cardiff Business School - Università del Galles e un Master in Business Administration presso la business school del Politecnico di Milano.

### Elezione a deputato
Alle elezioni politiche del 2008 viene eletto deputato della XVI legislatura della Repubblica Italiana nella circoscrizione XX Campania per Il Popolo della Libertà.
A gennaio 2012 abbandona il PdL ad aderisce a Grande Sud di Gianfranco Micciché.
Alle elezioni politiche del 2013 è ricandidato al Senato della Repubblica nelle liste di Grande Sud in Campania (in terza posizione), tuttavia non viene eletto.